# مهندس المواقع

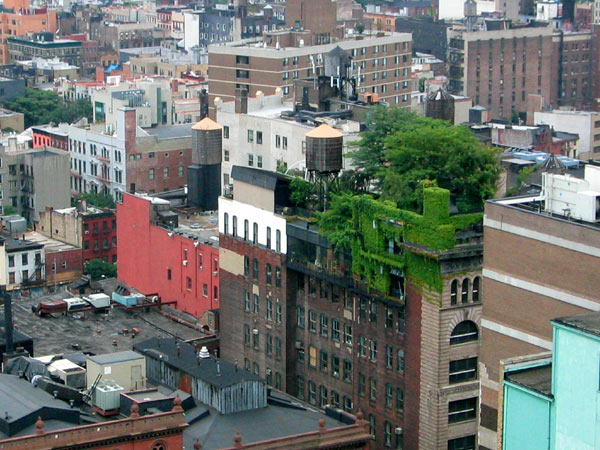

المهندس المعماري للمناظر الطبيعية هو الشخص المتخصص في المناظر الطبيعية والهندسة المعمارية والعمل المهني الذي يتفق مع ممارسة نفس الاسم. وهو مصطلح يستخدم (لمهندس المناظر الطبيعية بأشكالها المختلفة)، لأن الرخص المهنية يمكن التماسها من خلال تسجيل الامتحانات. وهذا يختلف حسب البلد والدولة، على سبيل المثال بعض الولايات الاميركية تقدم «ممارسة للعمل» والبعض الأخر «مشاهدة للعمل». كل يشير إلى القيود المفروضة على الاشخاص الذين يعملون وليسوا مرخصون.
مصطلح المشهد المعماري هو أحيانآ خطأ يستخدم للإشارة إلى المناظر الطبيعية في الحديقة والمناظر الطبيعية عامة، وللمصممين والمهندسين المعماريين عامة ومهندسي المساحة، وربما يرجع ذلك إلى حقيقة ان هذه المهنة حديثة نسبيآ من حيث الترخيص. المشهد/الشكل لم يكن عنوانآ هامآ معترف به في الدول المتقدمة كما متميز المهنة حتى أوائل القرن العشرين.
ورغم جهود مهندسي المناظر الطبيعية على تطويق التخصص فليس من النادر ان المهندس المعماري يقوم بتقديم خدمات هندسة المناظر الطبيعية كاِختصاص هندسي في بعض الدول.
ففي فنلندا، جامعة هلسنكي للتكنولوجيا فصلت الشهادات للمهندسين المعماريين ومهندسي المناظر الطبيعية اعتبارا من الثمانينات. [1]
أما في أوروبا الوسطى والجنوبية، مثل سويسرا وإيطاليا. فقد صنفت هندسة الشكل (المشهد الطبيعي المعماري) تخصصآ يأتي بعد دراسة الهندسة المعمارية.

## مهندس المشهد المعماري
تعريف مهنة مهندس المشهد المعماري الذي يستخدمه المعهد الأسترالي لمهندسي المناظر الطبيعية:
- البحث وهندسة المناظر الطبيعية، التخطيط والتصميم والمناقشة بشأن إدارة وحفظ واستدامة تنمية البيئة والمساحات داخل وخارج البيئة المبنية.

هذا تعريف مهنة مهندس المناظر الطبيعية على أساس التصنيف الدولي الموحد للمهن، مكتب العمل الدولي، جنيف.
يكون عمل مهندس المشهد المعماري مهني ومعترف به في أستراليا في حال:
1. الشرط الأول: هو الحصول على شهادة البكالوريوس في الهندسة المعمارية والمناظر الطبيعية المعتمدة من المعهد الأسترالي للمهندسين المعماريين للطبيعة (ائتلاف هنود أمريكا القانوني).
2. الشرط الثاني: بعد سنتين على الأقل من الممارسة المهنية المعترف بها، وعلى الخريجين ان يقدموا المزيد لتقييم فني عملي كامل من أجل الحصول على اعتراف من جانب ائتلاف هنود أمريكا القانوني.

ويشمل نطاق العمل:
- تطوير نظريات جديدة أو تحسين السياسات والاساليب الطبيعية للتخطيط والتصميم والإدارة على الصعد المحلية والإقليمية والوطنية والمتعددة المستويات.
- وضع السياسات والخطط وتنفيذ ورصد الاقتراحات لحفظ الأماكن الترفيهية مثل الحدائق الوطنية.
- تطوير نظريات جديدة وتحسين الاساليب لتعزيز الوعي البيئي والقيام بأعمال التخطيط والتصميم وإصلاح وإدارة وصيانة المواقع الثقافية والتاريخية والمناظر الطبيعية والحدائق.
- التخطيط والتصميم والإدارة والصيانة والمراقبة الفنية والجمالية للتصاميم البيئة المبنية في المدن وضواحيها والمناطق الريفية بما فيها

الخاصة والعامة والمساحات المفتوحة والمنتزهات، ستريت سكابيس - ميادين التجمعات السكنية، المقابر، والنصب التذكارية؛ السياحية والتجارية والصناعية والمجمعات التعليمية؛ الرياضة، حدائق الحيوان، والحدائق النباتية، والأماكن الترفيهية والمزارع.
- المساهمة في تخطيط منشأت النظم الجمالية الوظيفية: بتصميم الموقع وإدارة وصيانة البنية الأساسية مثل الطرق والسدود ومحطات توليد الطاقة من الرياح والمباه وغيرها من المشاريع الانماءيه الرئيسية.
- تعهد مهندس المشهد المعماري بالتقييمات البيْية والمرئية بما فيها تقييم الاثر واعداد السياسات وإبلاغ التطورات الجديدة.
- مواقع البحث، وتحليل العوامل مثل المناخ والتربة والنبات والحيوان، والمياه السطحية والمياه الجوفية والصرف الصحى؛ والتشاور مع العملاء وتقديم التوصيات بشأن أساليب العمل وتسلسل مراحل العمليات للمشاريع المتعلقة بالمناظر الطبيعية والبيئة المبنية.
- تحليل وتحديد ووضع الحلول المناسبة فيما يتعلق بنوعية استخدام البيئة المبنية في المدن وضواحيها والمناطق الريفية، ووضع التصاميم والخطط وعمل رسومات لمواصفات العمل، وتقديرات التكاليف والجداول الزمنية.
- رصد وإدارة ومتابعة سير العمل لتحقيق ضمان الامتثال لخطط ومواصفات المشروع.
- إجراء البحوث العلمية واعداد الأوراق والتقارير التقنية، ووضع السياسات العامة، ونظم التعليم، وتقديم المشورة بشأن الجوانب المتعلقة ببنيان الشكل (المشهد) مثل تطبيقات نظم المعلومات الجغرافية والاستشعار عن بعد، وقانون الاتصالات وعلاقاتها بالمناظر الطبيعية وتفسير المناظر الطبيعية والبيئة.
- إدارة المشاريع الكبيرة الحجم من خلال إعداد وتصميم المناظر الطبيعية بما في ذلك إدارة المشاريع الأخرى في مجال الاستشارية والهندسة المعمارية والتخطيط.
- يتصرف كشاهد خبير في التنمية والبيئة والتطور المعماري.